# Hapag-Lloyd
Hapag-Lloyd er et tysk transportfirma, der omfatter containerrederi og shippingaktiviteter. Selskabet var tidligere involveret i drift af krydstogtskibe. 
Selskabet blev etableret i 1970 gennem en fusion mellem to gamle tyske selskaber, Hapag fra 1847 og Norddeutscher Lloyd fra 1857. Hapag-Lloyd blev købt af TUI AG og selskabet blev et helejet datterselskab af TUI i 2002. Siden har TUI overdraget 78% af aktierne til Albert Ballin Konsortium, der er ejet af Hamborg Byråd og en række private investorer. I forbindelse med TUI's ejerskab blev krydstogtskibene og andre turistaktiviteter (herunder luftfartsselskabet Hapag-Lloyd Flug) overført til TUI.
Hapag-Lloyd er i dag det fjerdestørste containerrederi i verden.

## Eksterne links
- Wikimedia Commons har flere filer relateret til Hapag-Lloyd
- Hejmmeside (engelsk)

| Tyskland | Spire Denne artikel om et firma eller en virksomhed i Tyskland er en spire som bør udbygges. Du er velkommen til at hjælpe Wikipedia ved at udvide den. |